# Брюнинг, Джастин
Джастин Брюнинг (англ. Justin Bruening, род. 24 сентября 1979) — американский телевизионный актёр и модель. Брюнинг наиболее известен благодаря роли Джейми Мартина в дневной мыльной опере ABC «Все мои дети», где он снимался с 2003 по 2007 год, а также ведущей роли в недолго просуществовавшем сериале NBC «Рыцарь дорог» (2008—2009).
Прежде чем начать телевизионную карьеру, Брюнинг работал фотомоделью, после того как окончил среднюю школу в деревне Сент-Хелина, штат Небраска. В 2002 году он появился в клипе Бритни Спирс «Boys». С 2005 года, Брюнинг женат на актрисе Алексе Хэвинс, также снявшейся в мыльной опере «Все мои дети».
В дополнение к своей роли в мыльной опере «Все мои дети», Брюнинг был гостем во многих шоу, таких как «Королева экрана», «C.S.I.: Место преступления Майами» и «Касл», а также снялся в нескольких телефильмах, в основном, для женского канала Lifetime. В 2013 году он начал играть второстепенную роль в сериале Шонды Раймс «Анатомия страсти». Также у Брюнинга были второстепенные роли в сериалах «Двойник», «Их перепутали в роддоме», «Гавайи 5.0» и «Рейвенсвуд». Также снялся в фильме ужасов «Кукловод» (2018).

## Телевидение
| Год             | Название на русском                 | Название на английском         | Роль                          | Примечания                                                      |
| --------------- | ----------------------------------- | ------------------------------ | ----------------------------- | --------------------------------------------------------------- |
| 2003-2007, 2011 | Все мои дети                        | All My Children                | Джеймс Эдвард «Джейми» Мартин | Регулярная роль Премия «Дайджеста мыльных опер» за лучший дебют |
| 2004            | Королева экрана                     | Hope & Faith                   | Джейк                         | 2 эпизода                                                       |
| 2004-2005       | Одна жизнь, чтобы жить              | One Life to Live               | Джеймс Эдвард «Джейми» Мартин | 8 эпизодов                                                      |
| 2006            | 3 фунта                             | 3 lbs.                         | Персональный тренер           | Эпизод: «The Cutting Edge»                                      |
| 2007            | Детектив Раш                        | Cold Case                      | Спенсер Мейсон                | Эпизод: «Thick as Thieves»                                      |
| 2007            | C.S.I.: Место преступления Майами   | CSI: Miami                     | Крейг Эббот                   | Эпизод: «CSI: My Nanny»                                         |
| 2008            | Рыцарь дорог                        | Knight Rider                   | Майк Трейсер                  | Телефильм                                                       |
| 2008-2009       | Рыцарь дорог                        | Knight Rider                   | Майк Трейсер                  | Регулярная роль, 18 эпизодов                                    |
| 2010            | Класс                               | Class                          | Уитт Шеффилд                  | Телефильм                                                       |
| 2011            | Касл                                | Castle                         | Род                           | Эпизод: «The Dead Pool»                                         |
| 2011            | Большая Джорджия                    | State of Georgia               | Брэд                          | Эпизод: «Flavor of the Week»                                    |
| 2011            | C.S.I.: Место преступления Нью-Йорк | CSI: NY                        | Хэнк Фрейзер                  | Эпизод: «Air Apparent»                                          |
| 2012            | Голубоглазый мясник                 | Blue-Eyed Butcher              | Джефф Райт                    | Телефильм                                                       |
| 2011-2012       | Двойник                             | Ringer                         | Тайлер Барретт                | Второстепенная роль, 9 эпизодов                                 |
| 2012            |                                     | The March Sisters at Christmas | Тедди                         | Телефильм                                                       |
| 2012-2013       | Их перепутали в роддоме             | Switched at Birth              | Джефф Рэйкрафт                | Второстепенная роль, 9 эпизодов                                 |
| 2013            |                                     | The Thanksgiving House         | Эверетт                       | Телефильм                                                       |
| 2013            | Гавайи 5.0                          | Hawaii Five-0                  | Уильям Харрингтон             | Второстепенная роль, 5 эпизодов                                 |
| 2013-2014       | Анатомия страсти                    | Grey’s Anatomy                 | Мэттью                        | Второстепенная роль                                             |
| 2013-2014       | Рейвенсвуд                          | Ravenswood                     | Бенджамин Прайс               | Второстепенная роль                                             |